# Cambridge (Vermont)
Pour les articles homonymes, voir Cambridge (homonymie).
Cambridge est une municipalité (town) américaine de l'État du Vermont située dans le comté de Lamoille. Lors du recensement de 2020, sa population s'élevait à 3 839 habitants.

## Géographie
Le territoire municipal s'étend sur 164,95 km2 dans l'ouest du comté de Lamoille et est limitrophe de ceux de Franklin au nord-ouest et de Chittenden au sud-ouest. Il est baigné par la rivière Lamoille et comprend les localités de Cambridge à l'ouest et de Jeffersonville au centre.
| Fletcher | Waterville |                    |
| Fairfax  | Cambridge  | Johnson Morristown |
| Westford | Underhill  | Stowe              |

## Histoire
Cambridge est créée par une charte le 13 août 1781 et les premiers habitants s'y installent en 1783.

## Politique et administration
La municipalité est administrée par un conseil de cinq membres élus (Selectboard) qui est responsable de la conduite générale des affaires locales. Il a pour fonctions de publier les règlements locaux, préparer le budget, superviser toutes les dépenses, gérer les employés municipaux et contrôler les bâtiments et les biens publics. Il est assisté de « justices de paix » élus et d'un administrateur (clerk town), réunis au sein du Conseil de l'autorité civile.